# 阿金咽鱂
阿金咽鱂，為輻鰭魚綱鯉齒目鰕鱂亞目溪鱂科的其中一種，為熱帶淡水魚，分布於南美洲法屬圭亞那、蘇利南及蓋亞那淡水流域，體長可達5公分，棲息在水淺的溪流、沼澤，生活習性不明，可作為觀賞魚。

## 擴展閱讀
維基物種上的相關：阿金咽鱂